# 小行星22838
小行星22838（22838 Darcyhampton）是一颗绕太阳运转的小行星，为主小行星带小行星。该小行星于1999年9月7日发现。

## 轨道参数
小行星22838的轨道半长轴为2.7832612 UA，离心率为0.077。